# Хазерсвауде-Рейндейк
Газерсва́уде-Ре́йндейк (нід. Hazerswoude-Rijndijk) — село в муніципалітеті Алфен-ан-ден-Рейн, провінція Південна Голландія, Нідерланди. Розташоване за 5 км на захід від адміністративного центру муніципалітету — міста Алфен-ан-ден-Рейн, на березі річки Ауде-Рейн.

## Історія
Село Хазерсвауде-Рейндейк виникло до 1281 року. Основним заняттям його мешканців було видобування торфу, що згодом спричинило заболочення земель і відтік населення. У XVI столітті, із розвитком іншим галузей виробництва, зокрема, ткацтва і виробництва сиру, почався деякий економічний підйом, а в середині XVIII століття заболочену місцевість осушили за допомогою вітряків. У XIX столітті в селі, через близькість до річки та наявність необхідної сировини (піску, глини, торфу) в селі відкрилося кілька цегельних заводів.
До 1965 року село мало назву Рембрандтмолен (Rembrandtmolen), адже тут мешкав Гармен Геррітсзон ван Рейн, батько видатного художника Рембрандта ван Рейна. Родині ван Рейн належав місцевий вітряк.
До 1 січня 2014 року село Хазерсвауде-Рейндейк входило до складу муніципалітету Рейнвауде.

## Транспорт
На півдні села Хазерсвауде-Рейндейк пролягає автошлях N11 на Лейден і Алфен-ан-ден-Рейн, на заході, від набережної Ауде-Рейну, починається автошлях N209 на Хазерсвауде-Дорп та Зутермер.
Через село проходить низка міжміських автобусних маршрутів:
- № 165 / № 565 (в один бік — на Алфен-ан-ден-Рейн, в інший — на Хазерсвауде-Дорп, Бентхейзен, Зутермер)[2][3],
- № 169 (в один бік — на Алфен-ан-ден-Рейн і Каудекерк-ан-ден-Рейн, в інший — на Зутервауде-Рейндейк і Лейден)[4],
- № 186 / № 187 (в один бік — на Гауду, Ваддінксвен, Боскоп, Хазерсвауде-Дорп, в інший — на Зутервауде-Рейндейк, Зутервауде-Дорп, Лейден, Угстгест)[5][6],
- № 380 / № 381 (в один бік — на Алфен-ан-ден-Рейн, в інший — на Зутермер і Гаагу)[7][8].

Сполучення із селом Каудекерк-ан-ден-Рейн, що лежить на іншому боці Ауде-Рейну, здійснюється через міст Каудекерксебрюг.
На півдні села пролягає залізнична лінія Лейден — Алфен-ан-ден-Рейн. В селі існувала окрема залізнична станція, проте з 1935 року вона була закрита для пасажирів, а з 1954 року — і для вантажних перевезень.

## Пам'ятки
На території Хазерсвауде-Рейндейка розташовано 26 національних пам'яток. Серед них найцікавішими є:
- вітряки Rooie Wip (1639 р.), Groenendijkse Molen (1627 р.), Gere Molen (1636 р.), Rietveldse Molen (1648 р.) і De Rijnenburger (1722 р.),
- будівля цегельного заводу (кінець XIX століття).

## Галерея

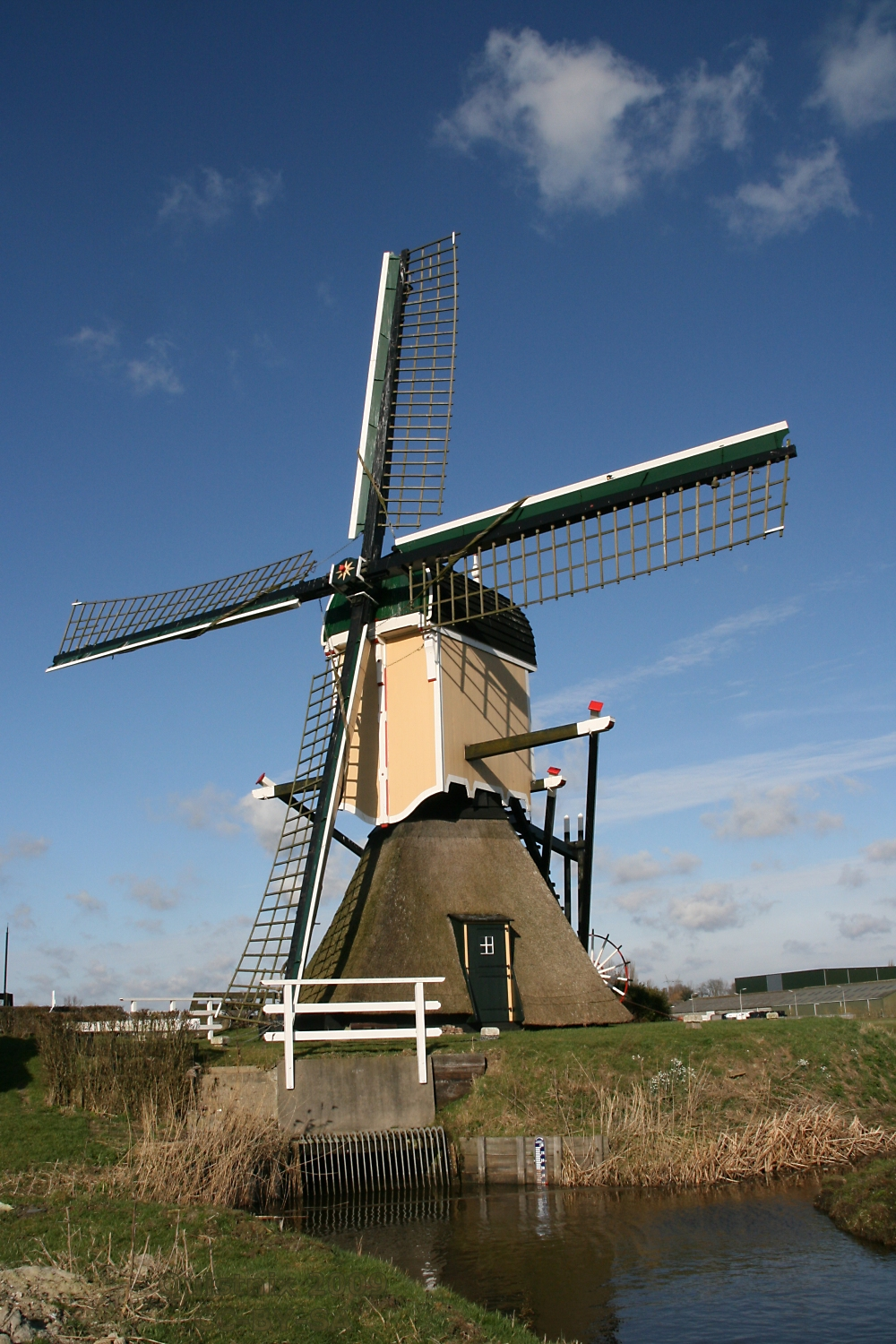
Вітряк Groenendijkse Molen
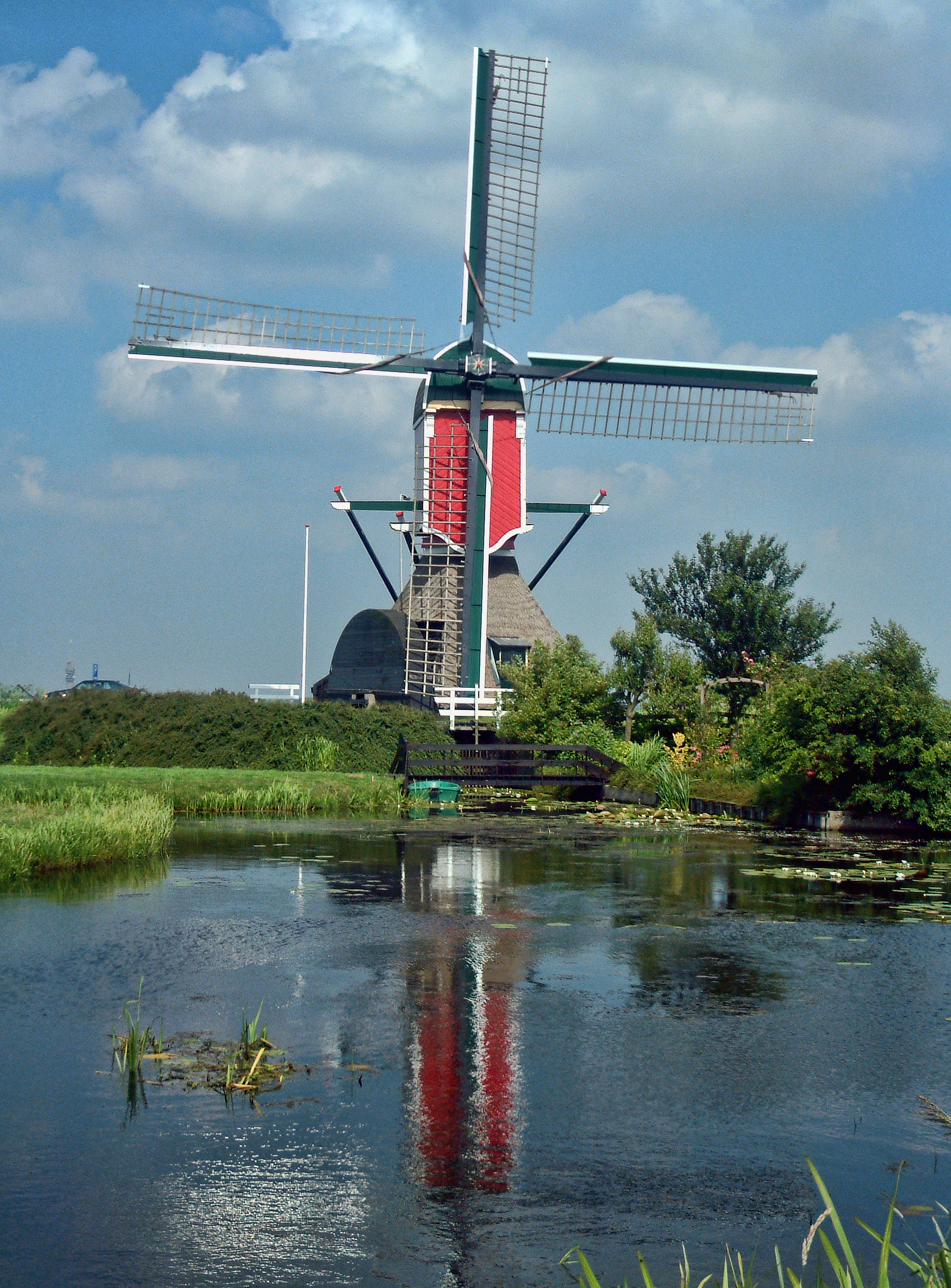
Вітряк Rooie Wip
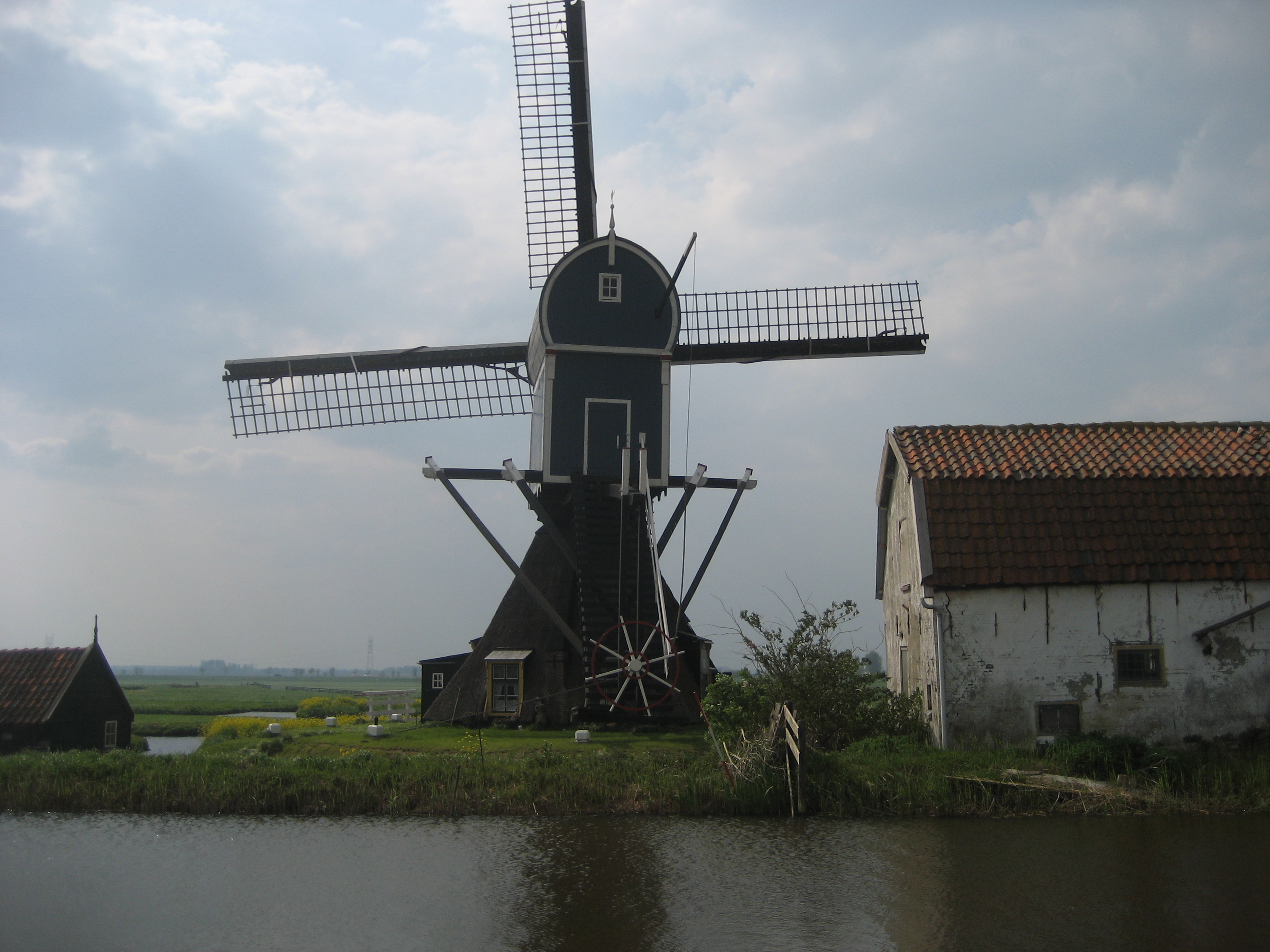
Вітряк Gere Molen
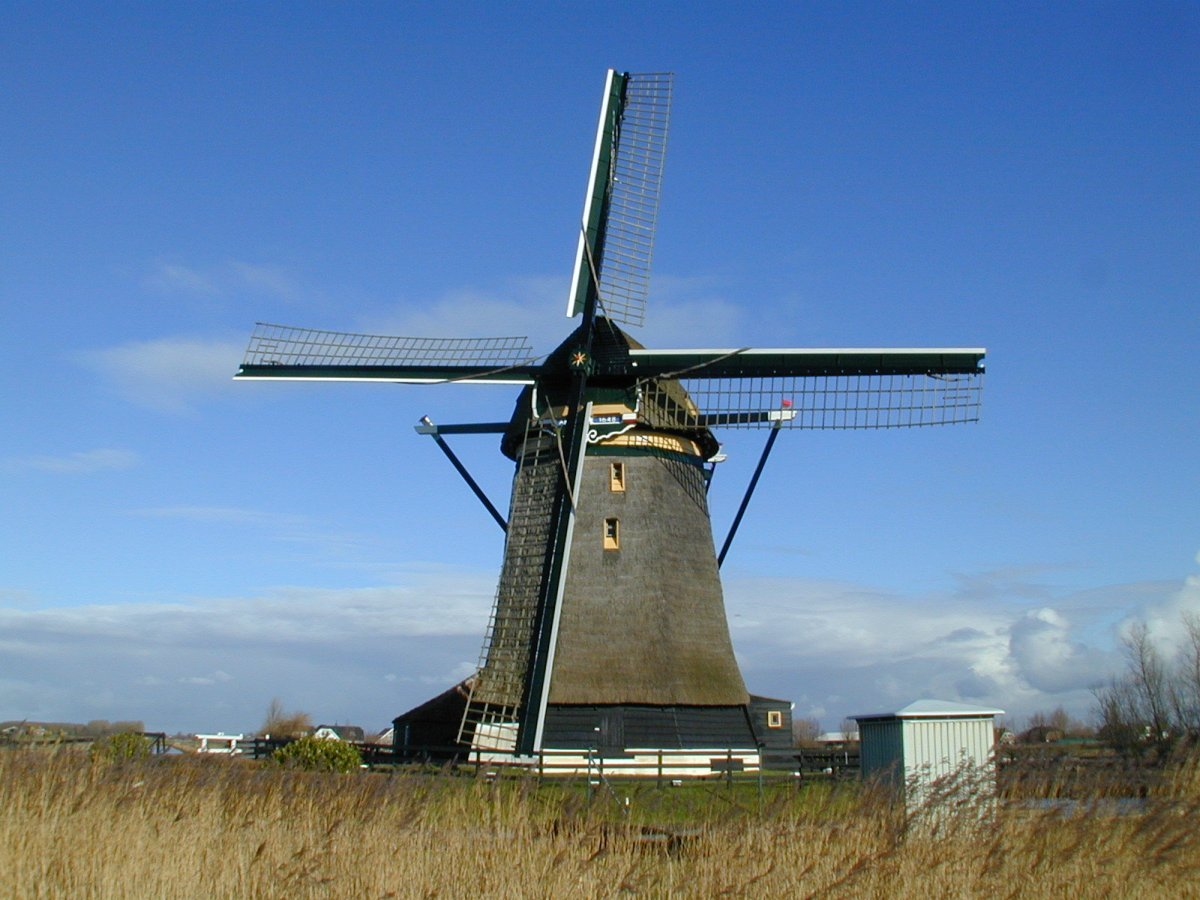
Вітряк Rietveldse Molen
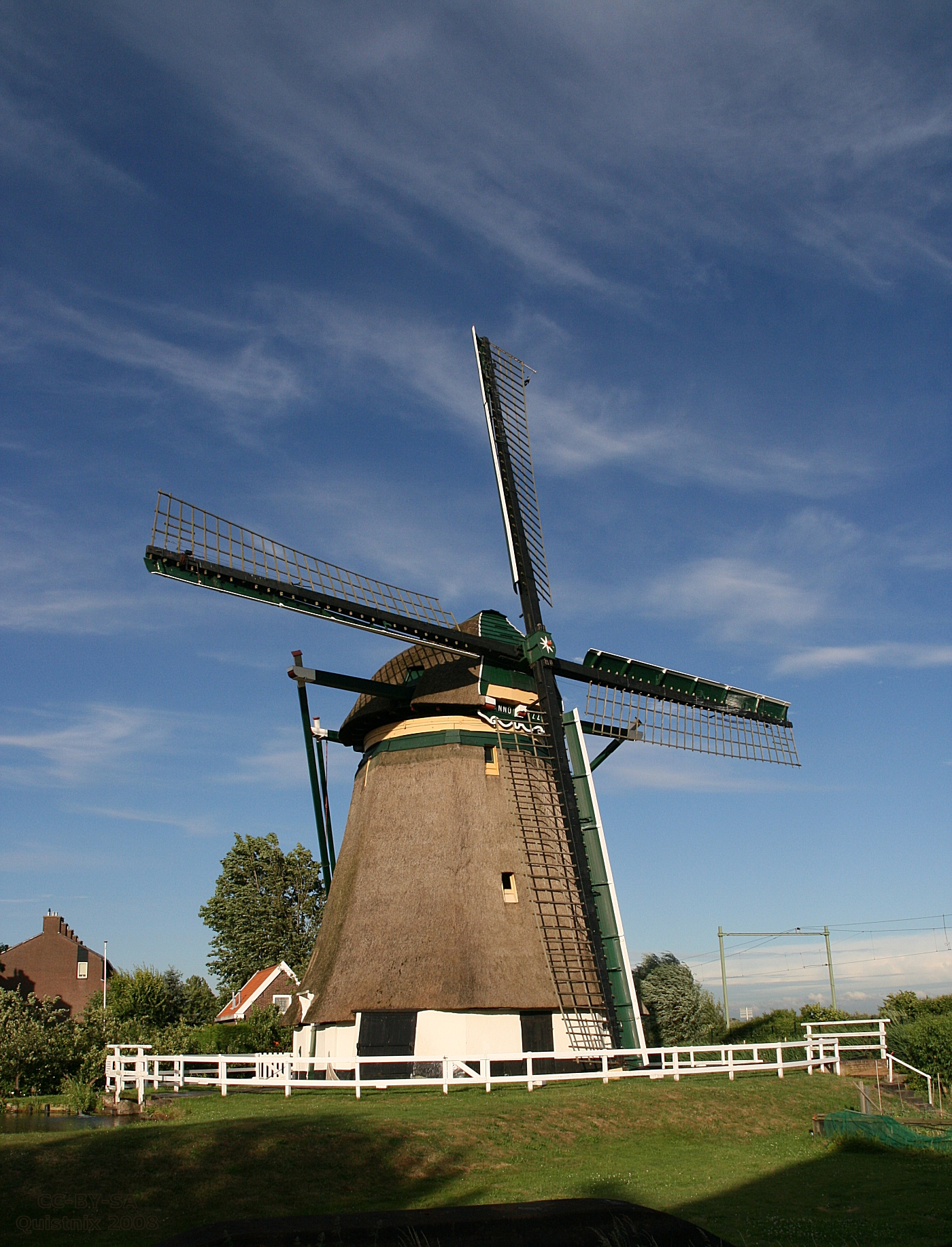
Вітряк  De Rijnenburger
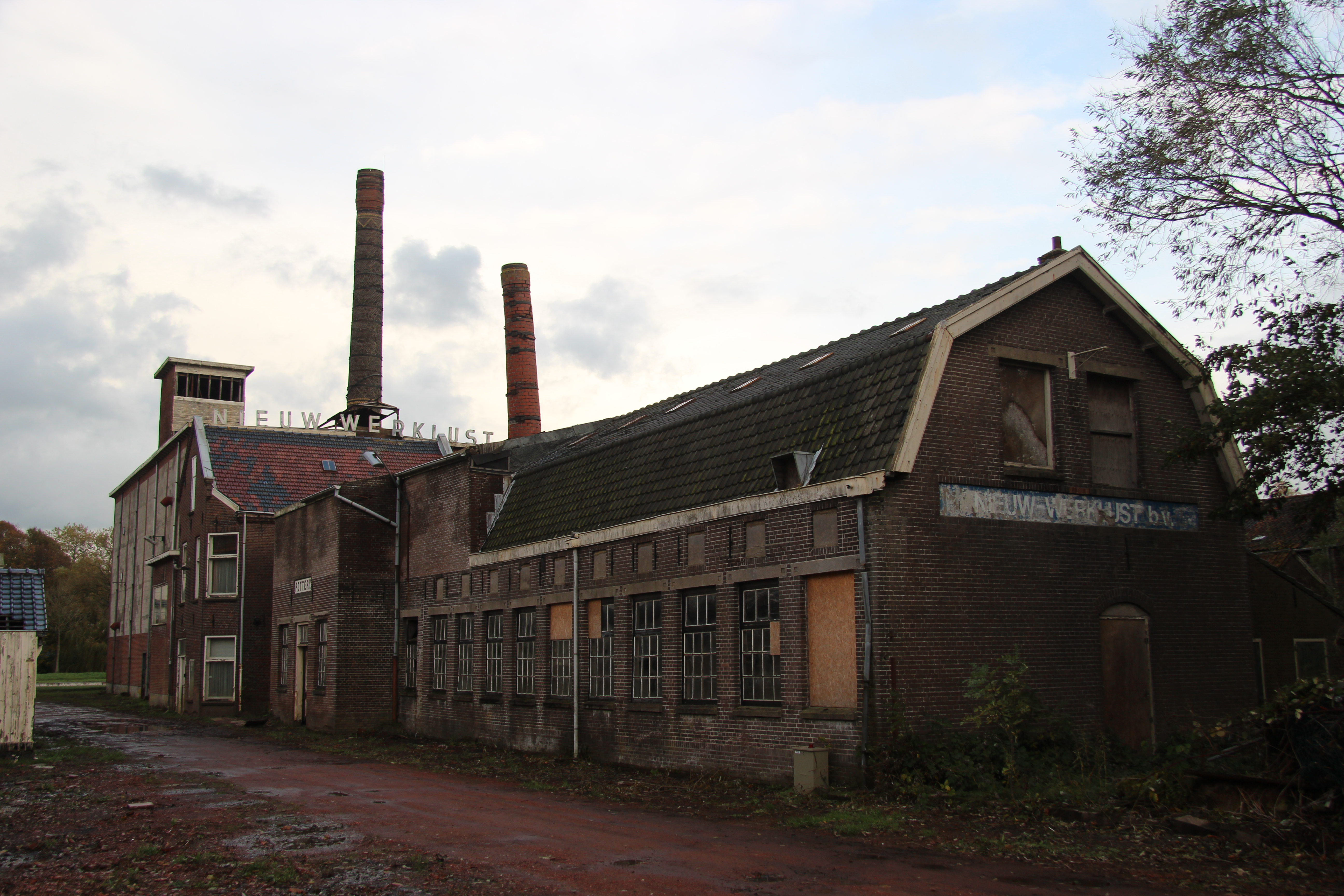
Будівля цегельної фабрики